# Hartford (Alabama)
Hartford és una població del Comtat de Geneva a l'estat d'Alabama (Estats Units d'Amèrica).

## Demografia
Segons el cens del 2000, Hartford tenia 2.369 habitants, 966 habitatges, i 647 famílies. La densitat de població era de 146,8 habitants/km².
Dels 966 habitatges en un 27,3% hi vivien nens de menys de 18 anys, en un 49% hi vivien parelles casades, en un 13,8% dones solteres, i en un 33% no eren unitats familiars. En el 31,1% dels habitatges hi vivien persones soles el 15% de les quals corresponia a persones de 65 anys o més que vivien soles. El nombre mitjà de persones vivint en cada habitatge era de 2,35 i el nombre mitjà de persones que vivien en cada família era de 2,9.
Per edats la població es repartia de la següent manera: un 22,9% tenia menys de 18 anys, un 6,4% entre 18 i 24, un 24,1% entre 25 i 44, un 24,5% de 45 a 60 i un 22,1% 65 anys o més.
L'edat mediana era de 43 anys. Per cada 100 dones hi havia 84,5 homes. Per cada 100 dones de 18 o més anys hi havia 77,5 homes.
La renda mediana per habitatge era de 23.324 $ i la renda mediana per família de 30.919 $. Els homes tenien una renda mediana de 25.843 $ mentre que les dones 21.838 $. La renda per capita de la població era de 13.290 $. Aproximadament el 19,9% de les famílies i el 19,8% de la població estaven per davall del llindar de pobresa.

## Poblacions properes
El següent diagrama mostra les poblacions més properes.